# 臨海合宿
『臨海合宿』（りんかいがっしゅく）は、2007年10月26日に「β-pink」というブランド名義で制作・発売された18禁ボーイズラブゲーム作品。店舗特典はオリジナルキャストによる特典ドラマCD（加持編・霧原編・太田編・真柴編）である。

## 解説
アボガドパワーズの姉妹ブランドであるβ-pinkのデビュー作である本作は、臨海学校を題材としたボーイズラブゲームである。
シナリオを手掛けたB太は、主役である真田直登のシナリオが比較的書きやすかったとしつつも、直登の周囲のキャラクターは暴走して主軸から外れてしまいそうになりバランスをとるのに苦心したとGirls-Styleとのインタビューで語っている。

## ストーリー
真田直登は夏休み直前という中途半端な時期に転校してきたため、クラスになじめないまま、恒例行事の臨界合宿に臨む羽目になってしまった。
彼自身口が悪いこともあり、初日からトラブルが絶えず、おまけに肝試し先で本物の死体を見つけてしまう始末。
果たして、直登は臨界合宿を楽しみ、友人たちと思い出を作ることができるのだろうか。

## 登場人物
真田直登（さなだ なおと）
声 - 伊東隼人
主人公。口は悪いが前向きな性格。
加持壱之（かじ かずゆき）
声 - どてら4号
直登の幼馴染。あまり感情を表に出さないタイプ。
真柴薫（ましば かおる）
声 - 川椰珱
直登の同級生。初対面の直登に対してきつい態度をとった。
太田昭次郎（おおた しょうじろう）
声 - 瓶野良夢音
直登の同級生。アホ毛と眼鏡が特徴の博識オタク少年。
霧原裕也（きりはら ゆうや）
声 - 古河徹人
臨界合宿に指導員として同行したアルバイトの大学生。
武岡晴信（たけおか はるのぶ）
声 - 青島刃
島の診療所に勤めるがさつな男性。

## スタッフ
- キャラクターデザイン・原画：金目鯛ぴんく
- シナリオ：B太
- 原画協力・背景：はち
- チーフグラフィック：さまきまいつ
- グラフィック：にゃんた～♪、satou、刃狂介、藤屋
- 画面デザイン：一匹羊
- 収録ディレクター：Q-shin
- 音声編集：ポーノレ・マッカートニー、ボスマン、ジョン・レノソ、K,K,
- 音声制作：いそこ
- CV音声制作：有限会社ロックンバナナ
- ディレクター&MIX：Mas Sawada
- エンジニア：mammymarsy
- 収録スタジオ：RB2スタジオ
- 音楽：ぱんだ
- システム：Hyper Works
- スクリプト：浅海
- スペシャルサンクス：静也、やまさん、米倉ねずみ、やっちさん
- 協力：ソフト開発「Paprika」、株式会社ナゲッツ
- ディレクター：米倉俵
- プロデューサー：小山正
- 企画制作：有限会社りっくりっく
- 開発・発売：有限会社スケアクロウ

## 主題歌
「ピーカン☆Midsummer」
作詞：米倉俵、作曲：ぱんだ、編曲：ハーモンド、歌：N.I
ショートバージョン、ロングバーション、真田×霧原バージョンの3つバージョンで存在する。